# Jakobslöser

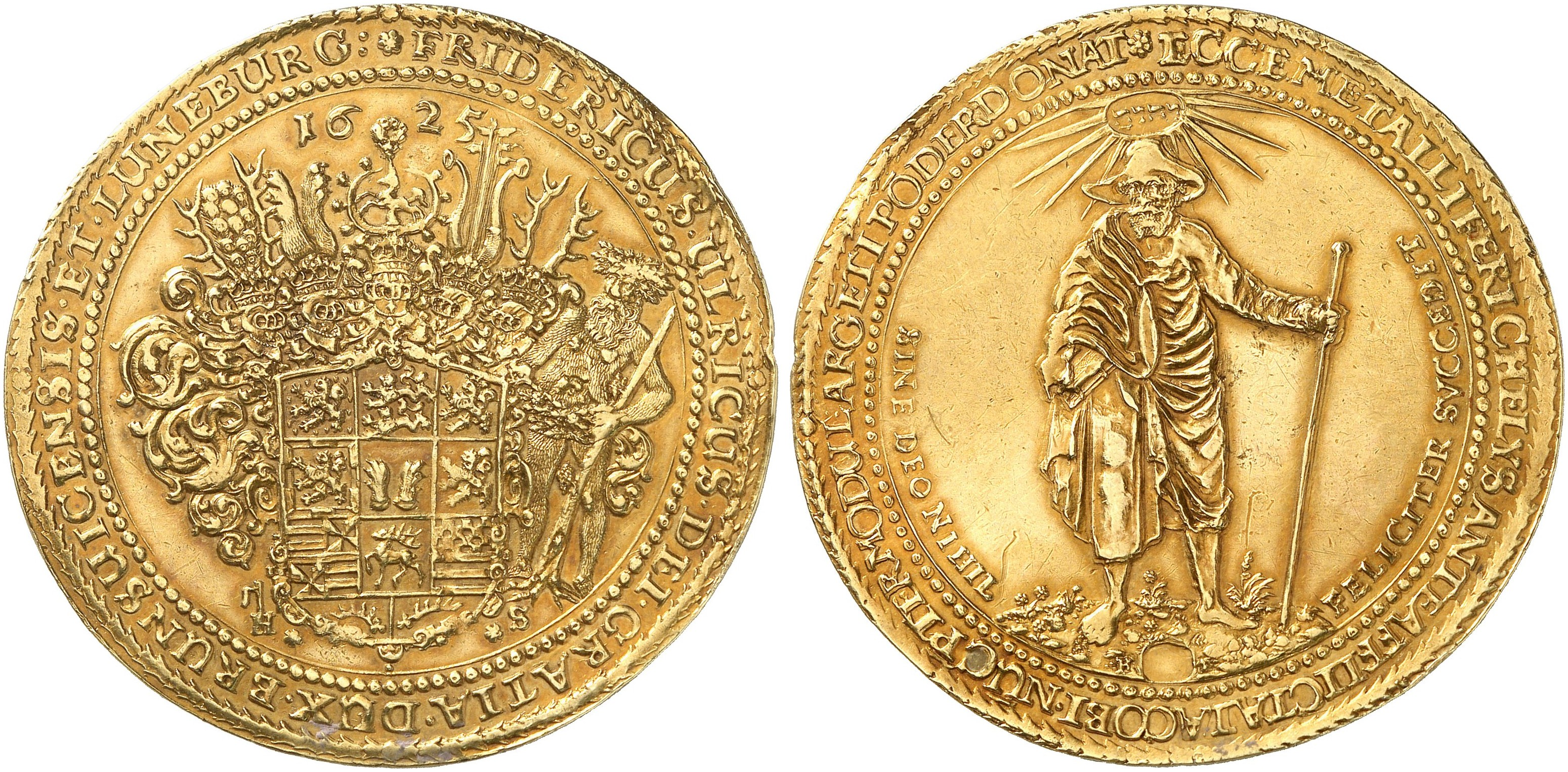
Avers und Revers des Jakobslösers

Der Jakobslöser ist eine Schaumünze (ein so genannter „Löser“), die Friedrich Ulrich, Herzog zu Braunschweig und Lüneburg, Fürst von Braunschweig-Wolfenbüttel 1625 aus purem Gold prägen ließ. 
Ein Exemplar der Münze wurde am 30. Oktober 2015 bei einer Auktion in London für 650.000 Pfund Sterling (damals ca. 911.500 Euro) von der zur Richard Borek Unternehmensgruppe gehörenden MDM Münzhandelsgesellschaft ersteigert. Der Jakobslöser ist damit die teuerste deutsche Münze.

## Geschichte

### Entstehungsgeschichte
Den ersten „Löser“ ließ der Braunschweigische Welfen-Herzog Julius, Großvater Friedrich Ulrichs, 1574 in Silber prägen. Münzen dieses Typs werden seither als Juliuslöser bezeichnet. Sowohl das Silber für die ersten und folgende Löser, als auch das Gold für den äußerst seltenen Jakobslöser, stammten aus Bergwerken im Harz, die den Welfen gehörten. Die Löser waren kein offizielles Zahlungsmittel, sondern in erster Linie eine Machtdemonstration der Herzöge, zu deren Herrschaftsgebiet die Harzer Bergwerke gehörten. Zum anderen waren die Löser eine Wertanlage für wohlhabende Bürger.

### Beschreibung
Der Jakobslöser ist eine Münze zu 20 Goldgulden, die 1625 in Goslar oder Zellerfeld von dem Goslarer Münzmeister Hermann Schlanbusch geprägt wurde. Sie hat ein Gewicht von 59,32 g und besteht aus Gold, das aus der Grube St. Jacob in Lautenthal stammt.
Die Münze zeigt auf einer Seite ein fünffach behelmtes, elffeldiges Wappen, rechts davon einen Wilden Mann als Schildhalter, darüber die Jahreszahl 1625, unten das Münzmeisterzeichen HS mit Zainhaken. Am Rand verläuft der Text FRIDERICUS • ULRICUS • DEI • GRATIA • DUX • BRUNSUICENSIS • ET • LUNEBURG (dt. Friedrich Ulrich [von] Gottes Gnade[n] Herzog [von] Braunschweig und Lüneburg).
Auf der anderen Seite ist der heilige Jakobus der Ältere mit Hut, Pilgerstab und Buch auf blumenbewachsener Erde zu sehen, über ihm eine strahlende Sonne, in deren Zentrum der Name Jehova (JHWH) in Hebräisch steht. Rechts und links neben dem Heiligen sind die Worte SINE DEO NIHIL und FELICITER SVCCEDIT (dt. Ohne Gott gelingt nichts glücklich) zu lesen. Am Rand umlaufend stehen, zum Teil durch Kürzungsstriche (sog. virgulae) gekürzt, zwei Hexameter: ECCE METALLIFERI CHELYS ANTE AFFLICATA IACOBI • NU(N)C P(RAE)TER MODUL(OS) • ARGE(N)TI PO(N)DER(A) • DONAT (dt. Siehe, die zuvor beschädigte Lyra des metalltragenden Jacobus spendet nun Silbergewicht über den Takt hinaus). Dabei ergeben die doppeldeutigen Begriffe CHELYS (eigtl. 'Schildkröte' bzw. 'Schildkrötenpanzer', daher übertragen 'Lyra' oder allgemein ein Musikinstrument mit hohlem Klangkörper, aber auch 'Höhle' bzw. hier wohl 'Bergwerk') und MODULUS ('Maß', in der Musik auch 'Takt') als Wortspiel auch den Sinn: Das Bergwerk des Jacobus spendet nun Silber über das Maß hinaus, was sowohl auf die gesteigerte Erzgewinnung im Harz als auch auf die Übergewichtigkeit des Jakobslösers gegenüber den üblichen Nominalen bezogen werden kann. Außerdem kann die 'Schildkröte' (chelys) vage Assoziationen zur bekannten, auf dem Pilgerhut des Apostels dargestellten 'Jakobsmuschel' wecken. Die Signatur H Z ist das Zeichen des Eisenschneiders.

### Provenienz des Exemplars heute im Besitz der MDM
Die Provenienz des Lösers stellt sich wie folgt dar: Anfang des 19. Jahrhunderts war er Teil der Sammlung des in Greifswald ansässigen Kaufmanns und Münzsammlers Carl Friedrich Pogge († 1840), eines der damals berühmtesten deutschen Münzsammler. Pogges Nachkommen ließen einen Teil der Sammlung Ende November 1903 von L. & L. Hamburger in Frankfurt/Main auktionieren. Ende Oktober 1925 versteigerte die Münzhandlung Riechmann & Co. in Halle (Saale) die Sammlung des 1920 verstorbenen Bergrates Karl Vogelsang, in dessen Besitz sich die Münze befand. Anschließend wurde die Münze 1977 bei Hirsch in München versteigert.
Der Jakobslöser gelangte so in die sogenannte „Preussag-Sammlung“. Die 1923 gegründete Preussag war ursprünglich ein Konzern der Montanindustrie. Nachdem der Konzern 2002 seine Geschäftstätigkeit und seine wirtschaftliche Ausrichtung auf Tourismus änderte, firmiert er seither unter dem Akronym TUI. Die TUI, als Rechtsnachfolgerin des Preussag-Konzerns, beschloss die Preussag-Sammlung zu veräußern. Dies geschah im Oktober 2015 in den Londoner Coin Galleries durch das Münzauktionshaus Künker aus Osnabrück, an das die TUI die Preussag-Sammlung zuvor veräußert hatte. Der Jakobslöser wurde als Teil einer aus insgesamt 217 Lösern und 327 Bergbauprägungen bestehenden Sammlung – wiederum ein Teil der Preussag-Sammlung – versteigert. Der Schätzpreis lag bei 150.000 Pfund Sterling (ca. 260.000 Euro). Die Auktion fand am 30. Oktober 2015 statt, wobei der Jakobslöser als Los 43 zum Aufruf kam. Der Zuschlag erfolgte bei 650.000 Britischen Pfund für die in Braunschweig ansässige MDM Münzhandelsgesellschaft mbH & Co. KG Deutsche Münze.
Insgesamt erbrachte die Versteigerung der ehemaligen Preussag-Münzsammlung 6,4 Millionen Pfund.
Der Jakobslöser ist äußerst selten und war bis zum Verkauf 2015 das einzige Exemplar in Privatbesitz. Die Münze wurde von August 2016 bis März 2017 im Schlossmuseum Braunschweig  ausgestellt. Dort ist sie Teil der Sonderausstellung „Schatzkammer Harz“, die den Einfluss der Braunschweigischen Herzöge auf die Entwicklung im Harz zum Inhalt hat.

## Kritik an der Veräußerung der Preussag-Sammlung
Angesichts der großen kulturhistorischen Bedeutung der Preussag-Sammlung wurde von verschiedenen Seiten deren Verkauf durch den deutschen Touristikkonzern TUI und damit deren unwiederbringliche Zerschlagung scharf kritisiert, so unter anderem von Gerhard Lenz, dem Leiter der UNESCO-Welterbestätte Rammelsberg, und vom Land Niedersachsen.
Da ungefähr ein Zehntel der Sammlung Münzen und Bergbauprägungen aus dem Harz waren, wurde insbesondere kritisiert, dass der historische Kontext durch die Veräußerung zerstört werde. So versuchte das Land Niedersachsen noch kurz vor der Auktion, die Ausfuhr nach London dadurch zu verhindern, dass die Sammlung in das Verzeichnis national wertvollen Kulturgutes für Deutschland nach dem Gesetz zum Schutz deutschen Kulturgutes gegen Abwanderung aufgenommen werden sollte, kam aber zu spät – die Sammlung befand sich bereits außer Landes.